# Пут живота
Пут живота или „ледени пут“ (енгл. "Road of Life") је пут преко језера Ладога којим су становници Лењинграда снабдевани храном и осталим животним намирницама током опсаде града за време Другог светског рата. Немци су блокирали све копнене путеве, па се снабдевање града и евакуација рањених могла вршити само преко језера Ладога. У летњим месецима бродовима је довожена храна и евакуисани цивили а у зимским месецима преко залеђеног језера тзв. „Путем живота”.  

## Операција „Барбароса“
Напад на Совјетски Савез Хитлер је отпочео без објаве рата рано ујутру 22. јуна 1941. године. Ова до тада највећа војна акција названа је операција „Барбароса”.Осим немачке војске у овом нападу, као Хитлерови савезници, учествовале су Румунија, Мађарска, Италија, Финска, Словачка и Независна Држава Хрватска. Немачка армија која је напала СССР била је модерно опремљена. Совјетске трупе су располагале већим бројем тенкова и авиона али су биле недовољно обучене и увежбане.
Напад је изведен у три правца: северном, према Лењинграду (данас Санкт Петербург на Балтичком мору), централном, према Москви, и јужном, према Стаљинграду (данас Волгоград) и нафтним пољима Кавказа. Тако је отворен Источни фронт.

## Блокада Лењинграда
До јесени 1941. године Немци су стигли до Лењинграда на северу. Прва граната на овај град је пала је 1. септембра 1941. године а обруч око Лењинграда затворен је већ 8. септембра. Опсада Лењинграда била је једна од најдужих и најстрашнијих у историји. Трајала је 872 дана.  Окончана је 27. јануара 1944. године.
Немци нису намеравали да одмах освоје град већ да онемогуће снабдевање храном, водом и енергијом да би га освојили са што мање губитка. Већина становника Лењинграда била је принуђена да напусти своје куће, уништене немачким бомбардовањем, али је много и оних који су умрли од глади или хладноће у опседнутом граду. Током јануара 1942. године сваки дан је умирало по 5000 грађана. Људи су јели псе, мачке, птице а било је и сведочанстава о људождерству.
Тачан број жртава ни данас није утврђен а процењује се да је животе изгубило више од милион људи. У лето 1941. године Лењинград је имао око три милиона становника. У време завршетка опсаде, почетком 1944. године, у њему је живело нешто више од 600.000 људи.

## Пут Живота
У децембру 1941. године температура се спустила на минус 30 степени. Умирало је више хиљада људи дневно од хладноће и глади. Немци су блокирали све копнене путеве за снабдевање града. Снабдевање животним намирницама и евакуација рањених могла се вршити само преко језера Ладога. Зими је преко залеђеног језера изграђен тзв. „Пут живота” („ледени пут“).  „Пут живота“ је  коришћен само у зимским месецима а у остатку године су коришћени бродови за довожење хране и евакуацију цивила. .  
Јосиф Висарионович Стаљин није прихватио да се град евакуише. Наредио је офанзиву али претрпљени су велики губици. Средином наредне године Немци су организовали офанзиву али нису успели да заузму град. У ово време евакуисано око 300 000 становника Лењинграда. Снабдевање храном је било мањи проблем због смањеног броја становника и зато што се поново заледио „пут живота“. 
Почетком 1943. године нацисти сву пажњу усмеравају  на Стаљинградску битку где им се ближио слом. Црвена армија је то искористила и успела да пробије блокаду 18. јануара 1943. али град је коначно ослобођен тек јануару наредне године.